# Минерос Гуаяна
«Мине́рос Гуая́на» (исп. Atlético Club Mineros de Guayana) — венесуэльский футбольный клуб из города Сьюдад-Гуаяна. В настоящий момент выступает в Примере Венесуэлы, сильнейшем дивизионе страны.

## История
Клуб основан в 1981 году, в 1982 впервые вышел в Примеру, в которой выступает и по сей день. Домашние матчи проводит на стадионе «Полидепортиво Качамэй», вмещающем 41 600 зрителей. Главные успехи клуба пришлись на 80-е годы XX века, когда он побеждал в чемпионате и кубке Венесуэлы. «Минерос Гуаяна» четырежды принимал участие в розыгрыше Кубка Либертадорес, но ни разу не проходил дальше первого раунда.

## Достижения
- Чемпион Венесуэлы (1): 1989
- Обладатель Кубка Венесуэлы (2): 1984, 2011
- Чемпион Второго дивизиона Венесуэлы (1): 1982

## Участие в южноамериканских кубках
- Кубок Либертадорес (4):
  - Групповой этап — 1990, 1997, 2015
  - Предварительный раунд — 2005, 2008
- Южноамериканский кубок (7):
  - Предварительный раунд — 2005
  - Первый предварительный раунд — 2006, 2018, 2019, 2020
  - Второй предварительный раунд — 2012, 2013
- Кубок КОНМЕБОЛ (1):
  - Четвертьфинал — 1995